# Extinction Level Event 2: The Wrath of God
Extinction Level Event 2: The Wrath of God è il decimo album in studio del rapper statunitense Busta Rhymes, pubblicato nel 2020.

## Tracce
1. E.L.E. 2 Intro (with Chris Rock, Rakim & Pete Rock) – 7:12
2. The Purge – 1:10
3. Strap Yourself Down – 2:57
4. Czar (with M.O.P.) – 3:01
5. Outta My Mind (featuring Bell Biv DeVoe) – 3:20
6. E.L.E. 2 The Wrath of God (featuring Minister Louis Farrakhan) – 4:43
7. Slow Flow (with Ol' Dirty Bastard) – 3:12
8. Don't Go (with Q-Tip) – 3:49
9. Boomp! – 3:01
10. True Indeed – 1:53
11. Master Fard Muhammad (with Rick Ross) – 3:59
12. YUUUU (with Anderson .Paak) – 3:30
13. Oh No – 3:26
14. The Don & the Boss (with Vybz Kartel) – 3:42
15. Best I Can (with Rapsody) – 3:39
16. Where I Belong (featuring Mariah Carey) – 4:12
17. Deep Thought – 3:10
18. The Young God Speaks – 0:40
19. Look Over Your Shoulder (featuring Kendrick Lamar) – 4:08
20. You Will Never Find Another Me (featuring Mary J. Blige) – 3:50
21. Freedom? (featuring Nikki Grier) – 3:48
22. Satanic – 5:14

Reloaded bonus tracks
1. Blowing the Speakers – 3:18
2. Who Are You – 3:54
3. Hope Your Dreams Come True – 3:29
4. Calm Down (featuring Eminem) – 5:55